# Dagui Bakari
Pour les articles homonymes, voir Bakari.
Dagui Bakari né le 6 septembre 1974 dans le 12e arrondissement de Paris est un footballeur international ivoirien. Il évolue au poste d'attaquant.
Il est le frère de l'ancien footballeur Oumar Bakari.

## Biographie

### En club
Attaquant aux caractéristiques physiques impressionnantes (1,93 m pour 90 kilos), Dagui Bakari se révèle au Mans mais connaît ses plus belles heures de football au Lille OSC. Il est ainsi l'un des grands artisans des bonnes performances du club nordiste en Ligue 1. 
En 2002, il rejoint les rangs du club voisin et rival du Racing Club de Lens. Le transfert est estimé à 3,5 millions d'euros. Il n'y laisse pas un souvenir impérissable. Une période plus délicate pour l'international ivoirien, régulièrement montré du doigt par les supporters pour sa pauvre efficacité devant le but. Il manque de peu le Ballon de plomb cette année-là. 
Le 5 mars 2004, le Real Valladolid annonce le prêt de Dagui Bakari jusqu'à la fin de saison avec option d'achat. Le joueur est présenté à la presse et s'entraîne avec ses coéquipiers. Pourtant une dizaine de jours plus tard, Dagui Bakari est de retour à Lens, Valladolid n'ayant semble-t-il pas respecté un des points permettant le transfert. 
À l'été 2005, Dagui Bakari cherche à se relancer en signant à l'AS Nancy-Lorraine, promu en Ligue 1. Mais l'aventure tourne court pour Dagui, auquel les médecins du club diagnostiquent peu de temps après son arrivée une anomalie cardiaque qui le rend « incompatible avec la pratique du football ». Contraint d'observer un arrêt-maladie, Dagui Bakari annonce par prudence au mois d'octobre 2005 qu'il préfère mettre un terme à sa carrière.
Il habite aujourd'hui à Lille. Où il est actuellement entraîneur de Lomme Délivrance (SRLD), un club de district Flandre dans le nord de la France

### En équipe nationale
Son bon parcours au Lille OSC finit par attirer l'attention du sélectionneur ivoirien qui lui propose de jouer avec la sélection les matches éliminatoires de la CAN 2002. Toutefois, Dagui Bakari refuse l'offre. Officiellement, il indique vouloir se consacrer exclusivement à sa carrière en club, officieusement, il s'est dit à l'époque que Dagui Bakari caressait l'espoir de rejoindre les bleus...
Finalement, voyant sa carrière s'enliser au RC Lens, il accepte la proposition ivoirienne et rejoint les Éléphants. Il joue son premier match lors des éliminatoires de la CAN 2004 le 30 mars 2003, dans un match face au Burundi. Il est d'ailleurs l'unique buteur de la rencontre. Il compte 7 sélections (4 buts marqués) jusqu'en 2004.

## Statistiques
| Saison                | Club                  | Championnat           | Championnat | Championnat | Coupe nationale | Coupe nationale | Coupe de la Ligue | Coupe de la Ligue | Compétition(s) continentale(s) | Compétition(s) continentale(s) | Compétition(s) continentale(s) | Côte d'Ivoire | Côte d'Ivoire | Total | Total |
| Saison                | Club                  | Division              | M.          | B.          | M.              | B.              | M.                | B.                | Comp.                          | M.                             | B.                             | M.            | B.            | M.    | B.    |
| 1995-1996             | Amiens SC             | Division 2            | 3           | 0           | -               | -               | -                 | -                 | -                              | -                              | -                              | -             | -             | 3     | 0     |
| Sous-total            | Sous-total            | Sous-total            | 3           | 0           | -               | -               | -                 | -                 | -                              | -                              | -                              | -             | -             | 3     | 0     |
| 1996-1997             | Le Mans UC            | Division 2            | 38          | 11          | -               | -               | 3                 | 2                 | -                              | -                              | -                              | -             | -             | 41    | 13    |
| 1997-1998             | Le Mans UC            | Division 2            | 30          | 9           | 2               | 0               | 2                 | 0                 | -                              | -                              | -                              | -             | -             | 34    | 9     |
| 1998-1999             | Le Mans UC            | Division 2            | 30          | 9           | 5               | 5               | -                 | -                 | -                              | -                              | -                              | -             | -             | 35    | 14    |
| Sous-total            | Sous-total            | Sous-total            | 98          | 29          | 7               | 5               | 5                 | 2                 | -                              | -                              | -                              | -             | -             | 110   | 36    |
| 1999-2000             | Lille OSC             | Division 2            | 28          | 7           | 1               | 0               | 1                 | 1                 | -                              | -                              | -                              | -             | -             | 30    | 8     |
| 2000-2001             | Lille OSC             | Division 1            | 31          | 5           | 1               | 0               | 1                 | 0                 | -                              | -                              | -                              | -             | -             | 33    | 5     |
| 2001-2002             | Lille OSC             | Division 1            | 25          | 9           | 1               | 0               | -                 | -                 | C1+C3                          | 10                             | 2                              | -             | -             | 36    | 11    |
| Sous-total            | Sous-total            | Sous-total            | 84          | 21          | 3               | 0               | 2                 | 1                 | -                              | 10                             | 2                              | -             | -             | 99    | 24    |
| 2002-2003             | RC Lens               | Ligue 1               | 22          | 2           | 2               | 1               | 1                 | 1                 | C1                             | 6                              | 1                              | 3             | 3             | 34    | 8     |
| 2003-2004             | RC Lens               | Ligue 1               | 27          | 4           | 2               | 0               | 2                 | 0                 | C3                             | 6                              | 3                              | 4             | 1             | 41    | 8     |
| 2004-2005             | RC Lens               | Ligue 1               | 8           | 0           | 1               | 3               | 2                 | 0                 | -                              | -                              | -                              | -             | -             | 11    | 3     |
| 2005-2006             | RC Lens               | Ligue 1               | -           | -           | -               | -               | -                 | -                 | CI                             | 3                              | 0                              | -             | -             | 3     | 0     |
| Sous-total            | Sous-total            | Sous-total            | 57          | 6           | 5               | 4               | 5                 | 1                 | -                              | 15                             | 4                              | 7             | 4             | 89    | 19    |
| 2005-2006             | AS Nancy-Lorraine     | Ligue 1               | 1           | 0           | -               | -               | -                 | -                 | -                              | -                              | -                              | -             | -             | 1     | 0     |
| Sous-total            | Sous-total            | Sous-total            | 1           | 0           | -               | -               | -                 | -                 | -                              | -                              | -                              | -             | -             | 1     | 0     |
| Total sur la carrière | Total sur la carrière | Total sur la carrière | 243         | 56          | 15              | 9               | 12                | 4                 | -                              | 25                             | 6                              | 7             | 4             | 302   | 79    |

## Palmarès
Avec le Lille OSC, il est champion de France de Division 2 en 2000.

## Distinction
- Meilleur buteur de la coupe de France en 1998-1999